# ゲンリフ・スレテンスキー
ゲンリフ・スレテンスキー（Genrikh Sretenski、1962年7月23日 - ）は、旧ソビエト連邦・モスクワ出身の男性フィギュアスケートアイスダンス選手。1988年カルガリーオリンピックアイスダンスソビエト連邦代表。パートナーはナタリア・アンネンコなど。

## 経歴
ソビエト連邦代表としてオクサナ・グスコワとカップルを結成し、1978-1979年シーズンの世界ジュニア選手権に初出場し、7位となる。翌1979-1980年シーズンの世界ジュニア選手権に再び出場したが4位となりメダル獲得はならなかった。
シニア転向後の1982-1983年シーズンよりナタリア・アンネンコとカップルを結成し、1983年冬季ユニバーシアード競技大会で優勝を果たした。1984-1985年シーズンからは欧州選手権および世界選手権に出場し、欧州選手権では4シーズン連続でメダルを獲得。1988年欧州選手権では自身最高位の2位となった。1988年カルガリーオリンピックでは4位、3度出場した世界選手権でもメダル獲得はならなかった。のちにアマチュアを引退し、プロフィギュアスケーターとしてスターズ・オン・アイスや世界プロフィギュア選手権で長らく活動し、現在はフィギュアスケートコーチ兼振付師に転進した。

## 主な戦績
- 戦績はナタリア・アンネンコとのカップル時。

| 大会/年          | 82-83 | 83-84 | 84-85 | 85-86 | 86-87 | 87-88 | 88-89 |
| ---------------- | ----- | ----- | ----- | ----- | ----- | ----- | ----- |
| オリンピック     |       |       |       |       |       | 4     |       |
| 世界選手権       |       |       | 7     | 4     | 4     | 4     |       |
| 欧州選手権       |       |       | 5     | 3     | 3     | 2     | 3     |
| ユニバーシアード | 1     |       |       |       |       |       |       |